# Parki narodowe w Meksyku
W Meksyku znajduje się 67 parków narodowych (stan na wrzesień 2024 roku) o powierzchni 162 187,1 km². Wszystkie mają kategorię IUCN – II (park narodowy). Zarządza nimi Narodowa Komisja Obszarów Chronionych Przyrody (CONANP).  
W 2024 roku władze Meksyku wydały dekret o powołaniu w najbliższych latach kolejnych 11 parków narodowych o powierzchni  13 510 km². Lista obejmuje parki istniejące. 

## Lista parków narodowych
| Lp. | Zdjęcie | Nazwa parku narodowego | Rok utworzenia | Powierzchnia (km²) | Stan                          | Uwagi |
| --- | ------- | --- | -------------- | ------------------ | ----------------------------- | --- |
| 1   |         | Narodowy Park Morski Archipiélago de Espíritu Santo (hiszp. Parque nacional marina del Archipiélago de Espíritu Santo)                                           | 2007           | 486,55             | Kalifornia Dolna Południowa   | lista światowego dziedzictwa UNESCO ostoja ptaków IBA                                                                 |
| 2   |         | Narodowy Park Morski Archipiélago de San Lorenzo (hiszp. Parque nacional marino Archipiélago de San Lorenzo)                                                     | 2005           | 584,43             | Kalifornia Dolna              | lista światowego dziedzictwa UNESCO wpisany na listę konwencji ramsarskiej ostoja ptaków IBA                          |
| 3   |         | Park Narodowy Arrecife Alacranes (hiszp. Parque nacional Arrecife Alacranes)                                                                                     | 1994           | 3337,68            | Jukatan                       | rezerwat biosfery UNESCO wpisany na listę konwencji ramsarskiej ostoja ptaków IBA                                     |
| 4   |         | Park Narodowy Arrecifes de Cozumel (hiszp. Parque nacional Arrecifes de Cozumel)                                                                                 | 1996           | 119,88             | Quintana Roo                  | rezerwat biosfery UNESCO wpisany na listę konwencji ramsarskiej ostoja ptaków IBA                                     |
| 5   |         | Park Narodowy Arrecife de Puerto Morelos (hiszp. Parque nacional Arrecife de Puerto Morelos)                                                                     | 1998           | 90,67              | Quintana Roo                  | wpisany na listę konwencji ramsarskiej ostoja ptaków IBA                                                              |
| 6   |         | Park Narodowy Arrecifes de Xcalak (hiszp. Parque nacional Arrecifes de Xcalak)                                                                                   | 2000           | 179,49             | Quintana Roo                  | wpisany na listę konwencji ramsarskiej                                                                                |
| 7   |         | Park Narodowy Bahía de Loreto (hiszp. Parque nacional Bahía de Loreto)                                                                                           | 1996           | 2065,81            | Kalifornia Dolna Południowa   | lista światowego dziedzictwa UNESCO rezerwat biosfery UNESCO wpisany na listę konwencji ramsarskiej ostoja ptaków IBA |
| 8   |         | Park Narodowy Barranca del Cupatitzio (hiszp. Parque nacional Barranca del Cupatitzio)                                                                           | 1938           | 4,72               | Michoacán                     | |
| 9   |         | Park Narodowy Benito Juárez (hiszp. Parque nacional Benito Juárez)                                                                                               | 1937           | 25,91              | Oaxaca                        | ostoja ptaków IBA |
| 10  |         | Park Narodowy Bosencheve (hiszp. Parque nacional Bosencheve) | 1940           | 146                | Meksyk (stan) Michoacán       | ostoja ptaków IBA |
| 11  |         | Park Narodowy Cabo Pulmo (hiszp. Parque nacional Cabo Pulmo) | 1995           | 71,11              | Kalifornia Dolna Południowa   | lista światowego dziedzictwa UNESCO wpisany na listę konwencji ramsarskiej                                            |
| 12  |         | Park Narodowy Cañón del Río Blanco (hiszp. Parque nacional Cañón del Río Blanco)                                                                                 | 1938           | 488                | Veracruz                      | |
| 13  |         | Park Narodowy Cañón del Sumidero (hiszp. Parque nacional Cañón del Sumidero)                                                                                     | 1980           | 217,89             | Chiapas                       | wpisany na listę konwencji ramsarskiej ostoja ptaków IBA                                                              |
| 14  |         | Park Narodowy Cascada de Bassaseachic (hiszp. Parque nacional Cascada de Bassaseachic)                                                                           | 1981           | 58,03              | Chihuahua                     | |
| 15  |         | Park Narodowy Cerro de Garnica (hiszp. Parque nacional Cerro de Garnica)                                                                                         | 1936           | 19,36 (9,68)       | Michoacán                     | |
| 16  |         | Park Narodowy Cerro de la Estrella (hiszp. Parque nacional Cerro de la Estrella)                                                                                 | 1938           | 11,83              | Meksyk (miasto)               | |
| 17  |         | Park Narodowy Cerro de las Campanas (hiszp. Parque nacional Cerro de las Campanas)                                                                               | 1937           | 0,58               | Querétaro                     | |
| 18  |         | Park Narodowy Cofre de Perote (hiszp. Parque nacional Cofre de Perote)                                                                                           | 1937           | 115,31             | Veracruz                      | ostoja ptaków IBA |
| 19  |         | Park Narodowy Constitución de 1857 (hiszp. Parque nacional Constitución de 1857)                                                                                 | 1962           | 50,09              | Kalifornia Dolna              | wpisany na listę konwencji ramsarskiej ostoja ptaków IBA                                                              |
| 20  |         | Park Narodowy Costa Occidental de Isla Mujeres, Punta Cancún y Punta Nizuc (hiszp. Parque nacional Costa Occidental de Isla Mujeres, Punta Cancún y Punta Nizuc) | 1996           | 86,73              | Quintana Roo                  | wpisany na listę konwencji ramsarskiej ostoja ptaków IBA                                                              |
| 21  |         | Park Narodowy Cumbres del Ajusco (hiszp. Parque nacional Cumbres del Ajusco)                                                                                     | 1936           | 9,2                | Meksyk (miasto)               | ostoja ptaków IBA |
| 22  |         | Park Narodowy Cumbres de Majalca (hiszp. Parque nacional Cumbres de Majalca)                                                                                     | 1939           | 47,01              | Chihuahua                     | ostoja ptaków IBA |
| 23  |         | Park Narodowy Cumbres de Monterrey (hiszp. Parque nacional Cumbres de Monterrey)                                                                                 | 1939           | 1773,96            | Nuevo León Coahuila           | rezerwat biosfery UNESCO ostoja ptaków IBA                                                                            |
| 24  |         | Park Narodowy Desierto del Carmen (hiszp. Parque nacional Desierto del Carmen)                                                                                   | 1942           | 5,29               | Meksyk (stan)                 | |
| 25  |         | Park Narodowy Desierto de los Leones (hiszp. Parque nacional Desierto de los Leones)                                                                             | 1917           | 15,29              | Meksyk (miasto)               | ostoja ptaków IBA |
| 26  |         | Park Narodowy Dzibilchantún (hiszp. Parque nacional Dzibilchantún)                                                                                               | 1987           | 5,39               | Jukatan                       | |
| 27  |         | Park Narodowy El Chico (hiszp. Parque nacional El Chico) | 1982           | 27,39              | Hidalgo                       | Światowa Sieć Geoparków UNESCO                                                                                        |
| 28  |         | Park Narodowy El Cimatario (hiszp. Parque nacional El Cimatario)                                                                                                 | 1982           | 24,48              | Querétaro                     | |
| 29  |         | Park Narodowy El Histórico Coyoacán (hiszp. Parque nacional El Histórico Coyoacán)                                                                               | 1938           | 0,40               | Meksyk (miasto)               | |
| 30  |         | Park Narodowy El Potosí (hiszp. Parque nacional El Potosí) | 1936           | 20                 | San Luis Potosí               | |
| 31  |         | Park Narodowy El Sabinal (hiszp. Parque nacional El Sabinal) | 1938           | 0,08               | Nuevo León                    | |
| 32  |         | Park Narodowy El Tepeyac (hiszp. Parque nacional El Tepeyac) | 1937           | 15                 | Meksyk (miasto)               | |
| 33  |         | Park Narodowy El Tepozteco (hiszp. Parque nacional El Tepozteco)                                                                                                 | 1937           | 232,58             | Morelos Meksyk (miasto)       | ostoja ptaków IBA |
| 34  |         | Park Narodowy El Veladero (hiszp. Parque nacional El Veladero)                                                                                                   | 1980           | 36,17              | Guerrero                      | |
| 35  |         | Park Narodowy Fuentes Brotantes de Tlalpan (hiszp. Parque nacional Fuentes Brotantes de Tlalpan)                                                                 | 1936           | 1,29               | Meksyk (miasto)               | |
| 36  |         | Park Narodowy General Juan N. Álvarez (hiszp. Parque nacional General Juan N. Álvarez)                                                                           | 1964           | 5,28               | Guerrero                      | |
| 37  |         | Park Narodowy Gogorrón (hiszp. Parque nacional Gogorrón) | 1936           | 365                | San Luis Potosí               | |
| 38  |         | Park Narodowy Grutas de Cacahuamilpa (hiszp. Parque nacional Grutas de Cacahuamilpa)                                                                             | 1936           | 16                 | Guerrero                      | |
| 39  |         | Park Narodowy Huatulco (hiszp. Parque nacional Huatulco) | 1998           | 55,16              | Oaxaca                        | wpisany na listę konwencji ramsarskiej ostoja ptaków IBA                                                              |
| 40  |         | Park Narodowy Insurgente José María Morelos (hiszp. Parque nacional Insurgente José María Morelos)                                                               | 1939           | 71,92              | Michoacán                     | ostoja ptaków IBA |
| 41  |         | Park Narodowy Insurgente Miguel Hidalgo y Costilla (hiszp. Parque nacional Insurgente Miguel Hidalgo y Costilla)                                                 | 1936           | 18,90              | Meksyk (stan) Meksyk (miasto) | ostoja ptaków IBA |
| 42  |         | Park Narodowy Isla Contoy (hiszp. Parque nacional Isla Contoy)                                                                                                   | 1998           | 51,26              | Quintana Roo                  | wpisany na listę konwencji ramsarskiej ostoja ptaków IBA                                                              |
| 43  |         | Park Narodowy Isla Isabel (hiszp. Parque nacional Isla Isabel)                                                                                                   | 1980           | 1,94               | Nayarit                       | wpisany na listę konwencji ramsarskiej ostoja ptaków IBA                                                              |
| 44  |         | Park Narodowy Islas Marietas (hiszp. Parque nacional Islas Marietas)                                                                                             | 2005           | 13,83              | Nayarit                       | wpisany na listę konwencji ramsarskiej ostoja ptaków IBA                                                              |
| 45  |         | Park Narodowy Iztaccíhuatl-Popocatépetl (hiszp. Parque nacional Iztaccíhuatl-Popocatépetl)                                                                       | 1948           | 398,19             | Meksyk (stan) Puebla Morelos  | rezerwat biosfery UNESCO ostoja ptaków IBA                                                                            |
| 46  |         | Park Narodowy La Malinche o Matlalcuéyatl (hiszp. Parque nacional La Malinche o Matlalcuéyatl)                                                                   | 1938           | 461,12             | Tlaxcala Puebla               | ostoja ptaków IBA |
| 47  |         | Park Narodowy Lago de Camécuaro (hiszp. Parque nacional Lago de Camécuaro)                                                                                       | 1941           | 0,06               | Michoacán                     | |
| 48  |         | Park Narodowy Lagunas de Chacahua (hiszp. Parque nacional Lagunas de Chacahua)                                                                                   | 1937           | 148,96             | Oaxaca                        | wpisany na listę konwencji ramsarskiej ostoja ptaków IBA                                                              |
| 49  |         | Park Narodowy Lagunas de Montebello (hiszp. Parque nacional Lagunas de Montebello)                                                                               | 1959           | 65,45              | Chiapas                       | rezerwat biosfery UNESCO wpisany na listę konwencji ramsarskiej ostoja ptaków IBA                                     |
| 50  |         | Park Narodowy Lagunas de Zempoala (hiszp. Parque nacional Lagunas de Zempoala)                                                                                   | 1936           | 47,90              | Meksyk (stan) Morelos         | ostoja ptaków IBA |
| 51  |         | Park Narodowy Lomas de Padierna (hiszp. Parque nacional Lomas de Padierna)                                                                                       | 1938           | 11,61              | Meksyk (miasto)               | ostoja ptaków IBA |
| 52  |         | Park Narodowy Los Mármoles (hiszp. Parque nacional Los Mármoles)                                                                                                 | 1936           | 231,50             | Hidalgo                       | |
| 53  |         | Park Narodowy Los Novillos (hiszp. Parque nacional Los Novillos)                                                                                                 | 1940           | 0,38               | Coahuila                      | |
| 54  |         | Park Narodowy Los Remedios (hiszp. Parque nacional Los Remedios)                                                                                                 | 1938           | 4                  | Meksyk (stan)                 | |
| 55  |         | Park Narodowy Molino de Flores Nezahualcóyotl (hiszp. Parque nacional Molino de Flores Nezahualcóyotl)                                                           | 1937           | 0,46               | Meksyk (stan)                 | |
| 56  |         | Park Narodowy Palenque (hiszp. Parque nacional Palenque) | 1981           | 17,72              | Chiapas                       | lista światowego dziedzictwa UNESCO                                                                                   |
| 57  |         | Park Narodowy Pico de Orizaba (hiszp. Parque nacional Pico de Orizaba)                                                                                           | 1937           | 197,50             | Puebla Veracruz               | |
| 58  |         | Park Narodowy Rayón (hiszp. Parque nacional Rayón) | 1952           | 0,25               | Michoacán                     | |
| 59  |         | Park Narodowy Revillagigedo (hiszp. Parque nacional Revillagigedo)                                                                                               | 2017           | 148 087,8          | Colima                        | lista światowego dziedzictwa UNESCO rezerwat biosfery UNESCO wpisany na listę konwencji ramsarskiej ostoja ptaków IBA |
| 60  |         | Park Narodowy Sacromonte (hiszp. Parque nacional Sacromonte) | 1939           | 0,44               | Meksyk (stan)                 | |
| 61  |         | Park Narodowy Sierra de Órganos (hiszp. Parque nacional Sierra de Órganos)                                                                                       | 2000           | 11,25              | Zacatecas                     | |
| 62  |         | Park Narodowy Sierra de San Pedro Mártir (hiszp. Parque nacional Sierra de San Pedro Mártir)                                                                     | 1947           | 729,11             | Kalifornia Dolna              | ostoja ptaków IBA |
| 63  |         | Narodowy Park Morski Sistema Arrecifal Veracruzano (hiszp. Parque marino nacional Sistema Arrecifal Veracruzano)                                                 | 1992           | 655,16             | Veracruz                      | rezerwat biosfery UNESCO wpisany na listę konwencji ramsarskiej ostoja ptaków IBA                                     |
| 64  |         | Park Narodowy Tula (hiszp. Parque nacional Tula) | 1981           | 1                  | Hidalgo                       | |
| 65  |         | Park Narodowy Tulum (hiszp. Parque nacional Tulum) | 1981           | 6,64               | Quintana Roo                  | |
| 66  |         | Park Narodowy Volcán Nevado de Colima (hiszp. Parque nacional Volcán Nevado de Colima)                                                                           | 1936           | 65,55              | Jalisco Colima                | ostoja ptaków IBA |
| 67  |         | Park Narodowy Xicoténcatl (hiszp. Parque nacional Xicoténcatl)                                                                                                   | 1937           | 8,51               | Tlaxcala                      | |